# 現代物理學

近代物理學及古典物理學的比較

近代物理學（Modern physics）所涉及的物理學領域包括量子力學與相對論，與牛頓力學為核心的古典物理學相異。近代物理研究的對象有時小於原子或分子尺寸，用來描述微觀世界的物理現象。愛因斯坦創立的相對論經常被視為近代物理學的範疇。

## 歷史
19世紀未，物理學家相信他們藉由古典物理學理解了大部份的自然現象，牛頓力學、電磁學、熱力學和光學對日常生活所見的各種現象提供了完滿的解釋和準確的預測。
20世紀初，量子力學和相對論先後被發展出來，並大大改變了人類對自然的了解。「近代物理學」一詞通常指20世紀往後所發展的物理學理論，特別是量子力學和相對論。
近代物理研究大致分類為天文物理學、原子物理學、分子物理學、光波物理學、粒子物理學、凝聚態物理學等等。有些大學的物理系也提供物理教育研究。
自20世紀以來，物理學的各個領域越加專業化，大多數物理學家的整個職業生涯只專精於一個領域，像阿爾伯特·愛因斯坦（1879–1955）和列夫·朗道（1908–1968）這樣的全才大師現在已寥若晨星。

## 研究领域

### 天文物理學
天文物理學是研究宇宙的物理學，這包括星體的物理性質（光度，密度，溫度，化學成分等等）和星體與星體彼此之間的交互作用。應用物理理論與方法，天文物理學探討恆星結構、恆星演化、太陽系的起源和許多跟宇宙學相關的問題。由於天文物理學是一門很廣泛的學問，天文物理學家通常需要應用很多不同的學術領域，像古典力學、電磁學、統計力學、量子力學、相對論、粒子物理學等等。
大多數天文物理實驗需依賴觀測電磁輻射獲得數據。比較寒冷的星體，像星際物質或星際雲會發射無線電波。大爆炸後，經過紅移，遺留下來的微波，稱為宇宙微波背景輻射。研究這些微波需要用到無線電望遠鏡。
太空探索大大地擴展了天文學的疆界。太空中的觀測可讓觀測結果避免受到地球大氣層的干擾，科學家常透過使用人造衛星於地球大氣層外進行紅外線、紫外線、伽瑪射線和X射線天文學等電磁波波段的觀測實驗，以獲得更佳的觀測結果。
光學天文學通常使用加裝電荷耦合元件和光譜儀的望遠鏡來做觀測。由於大氣層的擾動會干涉觀測數據的品質，故於地球上的觀測儀器通常必須配備調適光學系統，或改由大氣層外的太空望遠鏡來觀測，才能得到最優良的影像。在這頻域裏，恆星的可見度非常高。藉著觀測化學頻譜，可以分析恆星、星系和星雲的化學成份。
理論天文物理學家的工具包括分析模型和計算機模擬。天文過程的分析模型時常能使學者更深刻地理解內中奧妙；計算機模擬可以顯示出一些非常複雜的現象或效應。

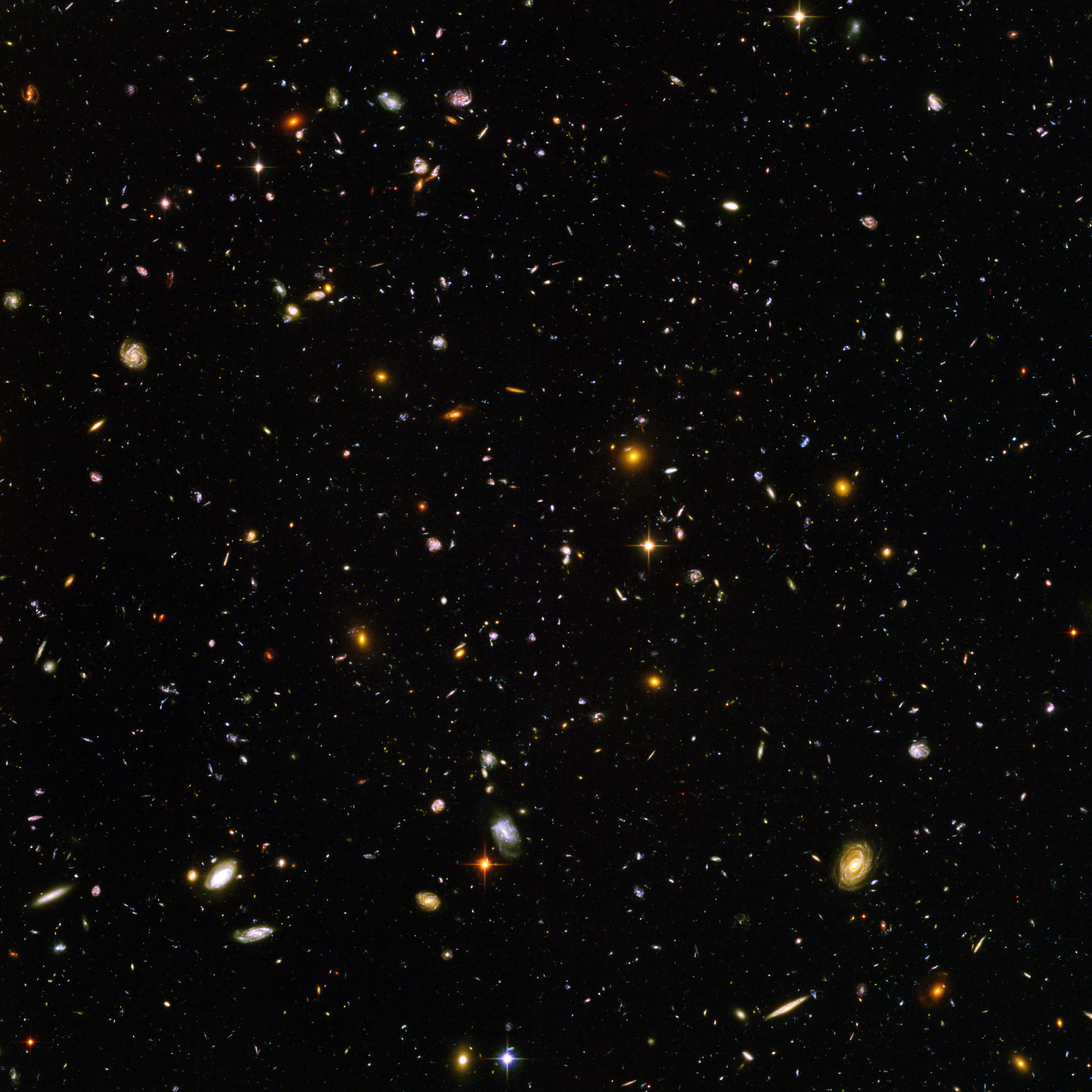
哈伯超深空是以可見光拍攝的最深遠的宇宙影象之一。

大爆炸模型的兩個理論棟樑是廣義相對論和宇宙學原理。由於太初核合成理論的成功和宇宙微波背景輻射實驗證實，科學家確定大爆炸模型正確無誤。最近，學者又創立了ΛCDM模型來解釋宇宙的演化，這模型涵蓋了宇宙暴脹、暗能量、暗物質等等概念。

### 原子、分子及光物理學
原子物理學、分子物理學及光物理學都是在研究尺寸為單原子或少數原子結構的物質，及其與別的物質之間或與光波之間的交互作用。這三個研究領域會被合併在一起討論，是因為它們之間的密切關係：它们所使用的分析方法類似，所涉及的能量尺寸也很相近。
原子物理學研究原子的結構和性質，即環繞著原子核、束縛於原子內部的電子的排列方式，排列所產生的現象與效應，以及促使排列改變的過程。當今的研究焦點為個體原子和離子在離子阱內部的囚禁冷卻與操控、低溫碰撞動力學、電子關聯對於結構與動態的效應。原子物理學與核子有關，例如超精細結構。
分子物理學專注於研究分子的物理性質以及將原子結合為分子的化學鍵性質。它和原子物理學密切相關。分子物理學中最重要的實驗方法是光譜分析。除了從原子得知的電子激發態以外，分子可以旋轉與振動。由於這些旋轉與振動具有量子性質，伴隨的能量階級也是離散的。純旋轉運動光譜位于紅外線譜域（波長大約為30-150微米）；振動光譜位于近紅外線譜域（大約為1-5微米）；電子躍遷光譜则位于可見光和紫外線譜域。從測量旋轉運動和振動光譜，可以獲得分子的物理性質，例如，原子核與原子核之間的距離。原子物理學的原子軌域理論，在分子物理學裏，擴展為分子軌域理論。
光物理學研究電磁輻射的生成與性質、電磁輻射與物質之間的微觀交互作用，特別是其控制與操縱。從微波到X射線，橫跨整個電磁波譜，對於每一個頻率，研究者嘗試开發出具有更優良性質的發光源。研究者也會對於各種線性或非線性光學過程做詳細分析。光物理學的研究成果，時常會促成通訊業、製藥業、製造業甚至娛樂業的驚人進展。

### 粒子物理學

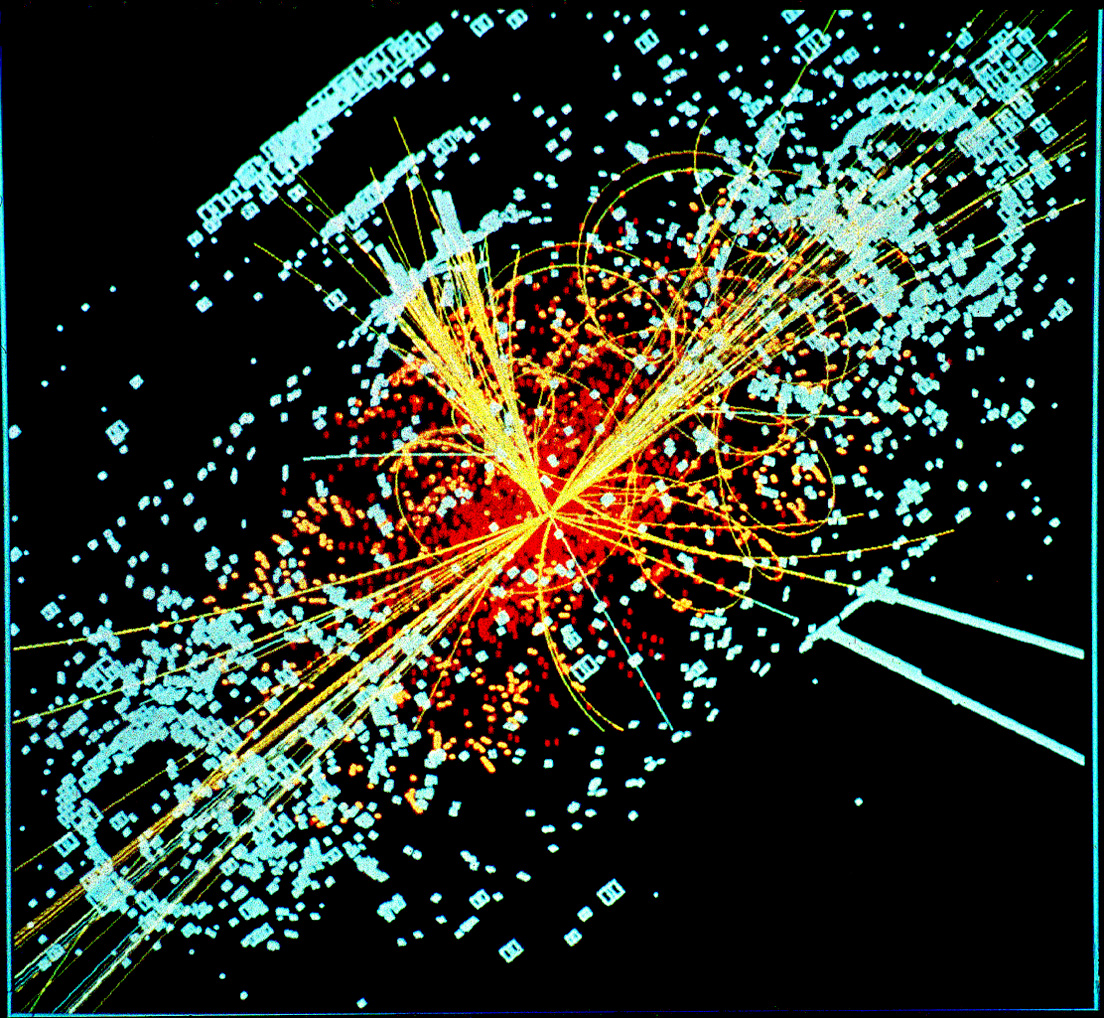
模擬在大型強子對撞機的緊湊緲子線圈裏，希格斯玻色子出現的一個事件。

粒子物理學研究組成物質和射線的基本粒子，以及它們之間的交互作用。由於在大自然的一般條件下，許多基本粒子不存在、存在的生命周期極短或無法單獨出現，需待物理學家使用極高能量的粒子加速器碰撞來產生這些基本粒子，因此粒子物理學也被稱為高能物理學。
標準模型可以正確地描述基本粒子之間的交互作用。這模型能夠說明12種已知粒子（夸克和輕子），這些粒子彼此之間相互以強力、弱力、電磁力或引力施加於對方。這些粒子會互相交換規範玻色子（分別為膠子、光子、W及Z玻色子）。標準模型還預測了希格斯玻色子的存在。

### 凝聚態物理學

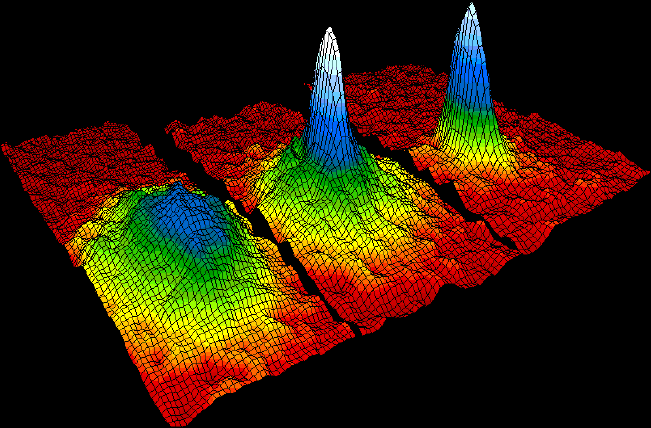
銣原子氣體的速度分佈數據，由此確定了一種稱為玻色-愛因斯坦凝聚的新物態。

凝聚態物理學研究物質的宏觀物理性質。凝聚態指的是由大量粒子組成，並且粒子間有很強的交互作用的系統。常見的凝聚態有固態和液態，這是由原子與原子之間的化學鍵和電磁力形成的物態。比較罕见的凝聚態包括發生於非常低溫的系統裏的超流體和玻色-愛因斯坦凝聚態、在某些物質裏的傳導電子展現的超導態、在某些磁性物質內部因為原子晶格的自旋而出現的鐵磁態和反鐵磁態。
凝聚態物理學起源於十九世紀固體物理學和低溫物理學的發展，是近代物理學最大的分支，與化學、材料科學、纳米科技有相當程度的重疊。

### 引用
1. ↑  Redish, Edward. . University of Maryland Physics Education Research Group. University of Maryland.   [2016-09-23]. （原始内容存档于2016-07-28）.
2. ↑  Frontiers of Astrophysics: Workshop Summary （页面存档备份，存于）, H. Falcke, P. L. Biermann
3. ↑  . National Academy Press. 1986. ISBN 0309035759.
4. ↑  Griffiths, David J.,  2nd revised, WILEY-VCH, 2008, ISBN 978-3-527-40601-2
5. 1 2  Cohen, Marvin L. . Physical Review Letters. 2008, 101 (5): 25001 (5 pages)  [2016-09-23]. doi:10.1103/PhysRevLett.101.250001. （原始内容存档于2013-01-31）.
6. ↑   (PDF). American Physical Society.   [15 October 2012]. （原始内容存档 (PDF)于2012-12-03）.